# Čedomir Bogićević
Čedomir Bogićević (crnogorski: Чедомир Богићевић; Danilovgrad 1950.) istraživač crnogorske pravne povijest, doktor znanosti, sudac Vrhovnog suda i član Dukljanske akademije nauka i umjetnosti.
Bio glavni i odgovorni urednik časopisa za pravnu teoriju i praksu Pravni zbornik (1994. – 2004.) Udruženja pravnika Crne Gore.
Važnija djela:
- Na vrelima crnogorske ustavnosti (2002.);
- Crna Gora sa sobom (koautor, 2002.);
- Crnogorski pravno-istorijski rječnik (2010.).